# Stenochroma copei
Stenochroma copei là một loài bọ cánh cứng trong họ Cerambycidae.